# Hara (tanden)
Hara (jap. 腹) wird in der traditionellen japanischen Medizin und in der Tradition der japanischen Kampfkünste als technischer Begriff für einen spezifischen Bereich (körperlich/anatomisch) oder für das Energiefeld (physiologisch/energetisch) des Körpers gebraucht.

## Hara in der traditionellen japanischen Medizin
In der traditionellen Medizin Japans wird das Hara der Bauchgegend zugeordnet, und zwar vertikal in dem Bereich zwischen Brustbein und Schambein und horizontal zwischen dem äußeren unteren Rippenbogen und dem Beckenkamm. Es entspricht dem Bereich des Abdomens, der nicht durch den Brustkorb verdeckt wird, und stimmt so mehr oder weniger mit den Eingeweiden überein, die vom Darm überlagert werden.

### Hara-Diagnose
Ähnlich wie in der westlichen Medizin nutzen die japanischen Mediziner und medizinischen Therapeuten den Unterleib (das Hara), um den gesundheitlichen Zustand des Patienten zu bestimmen, besonders den Zustand der Bauchorgane oder Gewebe und die damit verbundenen Energiefelder. Während sich in der westlichen Medizin der Tastbefund des Unterleibs auf die physischen Organe bezieht, um ihre Größe, Form, Konsistenz, Reaktion auf Druck und Ähnliches zu bestimmen, wird in der östlichen Medizin das Hara als ein Bereich gesehen, der den Zustand aller Organe widerspiegelt, ob sie nun physisch zu ertasten sind oder nicht. Dabei werden auch ihr energetischer und physikalischer Zustand sowie ihre komplexen Beziehungen zueinander berücksichtigt. In der Diagnose und Behandlung wird das Hara in Bereiche unterteilt, welche den (zehn, elf oder zwölf) lebenswichtigen Organen und ihren funktionalen Energiefeldern zugeordnet sind. Die Einzelheiten dieses Grundmodells der Hara-Diagnose unterscheiden sich von Schule zu Schule, je nachdem, welche philosophischen, physiologischen, pathologischen oder therapeutischen Modelle der japanischen oder chinesischen Medizin zugrunde gelegt werden (beispielsweise fünf Elemente, fünf Phasen, Yin und Yang, Zang Fu oder die Meridian-Theorie), aber die wesentlichen zugrunde liegenden Prinzipien bleiben die gleichen.

### Hara-Diagnose in der fernöstlichen medizinischen Tradition
In der traditionellen chinesischen Medizin (TCM), besonders in der modernen Kräuterheilkunde und Akupunktur, ist die Pulsdiagnose (drei Punkte an jedem Handgelenk) eine der wichtigsten Methoden zur medizinischen Diagnose. In China, oder einigen Teilen der chinesischen Gesellschaft, ist diese Pulsdiagnose kulturell bedingt eher akzeptiert, als die intim empfundene, invasive Hara-Diagnose oder Ganzkörper-Tast-Diagnose. Dies hängt auch mit der Bedeutung bestimmter Traditionen oder Schulen der TCM zusammen, sowohl in der Vergangenheit als auch in der jüngeren Geschichte des Landes.
In diesem Zusammenhang ist zu berücksichtigen, dass im Westen nicht nur die (mehr oder weniger genauen) Übertragungen und Übersetzungen der ursprünglichen Texte bekannt werden, sondern auch die Auswahl der zur Verfügung stehenden Quellen eine Bedeutung hat, sei es durch Lehre und Ausbildung, Öffnung der Archive oder in jüngerer Zeit auch die modernen Ausgaben. So bezieht sich die französische Praxis und Forschung auf dem Gebiet der fernöstlichen oder orientalischen (wie es manche lieber nennen) Medizin mehr auf die vietnamesischen Lehren, Quellen und Literatur (Vietnam war während der Kolonialzeit Teil von Französisch-Indochina), während sich die frühen deutschen und englischen Praktiker mehr auf vormoderne chinesische Quellen berufen (in der Qing-Dynastie von 1644 bis 1911 waren die europäischen Mächte sehr einflussreich in China). Amerikanische Praktiker und Lernende haben auf der anderen Seite davon profitiert, dass das japanische Material in den Nachkriegsjahren verfügbar wurde, als das Land 1945 unter die amerikanische Verwaltung fiel. Erst als sich China in den 70er Jahren öffnete, standen auch die Quellen von dort zur Verfügung. Inzwischen ist es so, dass die meiste Quellenliteratur und Kommentare, welche von den Forschern und infolgedessen auch von den Lehrern, Studenten und Praktikern genutzt wird, von den Forschungsinstituten der Volksrepublik China entstammt.
In der traditionellen japanischen Medizin stand auf der anderen Seite schon immer die Massage im Fokus und sie bevorzugt seit jeher den diagnostischen Tastbefund sehr viel stärker, als es von der bekannteren Traditionellen Chinesischen Medizin bekannt ist. Seit Jahrhunderten hat sich die Diagnose mittels Tastbefund des gesamten Körpers und besonders der Akupunkturpunkte, der Meridiane und des Hara in Japan zu einem hohen Standard entwickelt. Wie bereits oben erwähnt, finden sich in dieser Tradition verschiedene Ausprägungen, die sich auf die unterschiedlichen Schulen stützen, die in der Entwicklung ihrer klinischen Arbeit und theoretischen Modellen auf verschiedenen Aspekten der philosophischen und medizinischen Grundlagen basieren. In der zeitgenössischen Meridian-Therapie-Schule, in der unter anderem Shudo Denmei (1932 - ) eine führende Persönlichkeit ist, wird großer Wert auf eine breite Palette von palpatorischen Fähigkeiten Wert gelegt. Ihr medizinischer Ansatz basiert auf dem Modell der Fünf Wandlungsphasen mit einem Schwerpunkt auf dem Abtasten des Unterleibes, das heißt, der Hara-Diagnose. Es wird von Akupunkteuren, Masseuren und Shiatsu-Praktikern eingesetzt.

### Hara in östlichen und westlichen Körper-Geist-Therapien
Neben der Akupunktur, die auch im Westen schon sehr bekannt ist, gibt es in den östlichen Therapien weitere, die sich in ihrer Arbeit explizit auf das Hara konzentrieren, wie z. B. Anma, Ampuku, Shiatsu und Qigong. Eine immer größer werdende Zahl von Körper-Geist-Therapien werden vom Westen übernommen und/oder dort weiterentwickelt, welche die östliche Hara-Diagnose zur Grundlage haben. Einige beziehen Atemtechniken mit ein, wie die Buteyko-Methode und Yoga oder Körperhaltung und Bewegungstherapie, wie Bewegungsintegration, Feldenkrais, Alexander-Technik, Qigong und Yoga oder manuelle Therapie wie Osteopathie, Shiatsu und Massagetechniken. Ziel ist es, sich über und unterhalb der Bauchhöhle zu entspannen, zu stärken und Unterstützung zu erhalten, damit die inneren Organe und Gewebe gut funktionieren – mit anderen Worten: den Bauch oder das Hara mit Blick auf eine ganzheitliche Heilung zu betrachten. In der Osteopathie liegt der Fokus in der Unterleibstherapie z. B. auf der Stimulation des Venen-Kreislaufs und der Lymphdrainage, sowie der Neuausrichtung der Organe.

## Hara in den Kampfkünsten
In den Martial Arts wird das Hara oft mit dem unteren der drei Dantian (Tanden im Japanischen) gleichgesetzt. Verschiedene Kampfkunststile beschreiben es als knapp unter oder direkt hinter dem Bauchnabel. In der traditionellen chinesischen Medizin (TCM) wird der Beiname Dantian auch für die drei Akupunkturpunkte verwendet: „Tor des Ursprungs“ (Ren 4), „Meer des Qi“ (Ren 6), und bei einigen auch für das „Steintor“ (Ren 5). Alle drei Punkte liegen auf der Mittellinie (Zentrum der Linea alba) des Unterbauchs (1 bis 3 Daumenbreit unterhalb des Bauchnabels). Sie sind Teil des „Ren Mai“, in der Regel als Konzeptionsgefäß (KG) übersetzt, eine der Qi Jing Ba Mai, der acht außerordentlichen Meridiane oder Energiebahnen des Körpers.
Dantian wird oft als „Elixier Feld“ übersetzt, was darauf hindeutet, dass die Akupunkturpunkte „Meer des Qi“, „Tor des Ursprungs“ und „Steintor“ nicht wirklich auf dem Ren Mai sitzen wie die Punkte auf einer Linie. In diesem Bereich können das „Meer des Qi“ etc. erreicht und beeinflusst werden – entweder über den Energiefluss entlang des Ren Mai (Konzeptionsgefäßes) oder durch das tiefere Eindringen in den Bauch (im Falle der Akupunktur bestimmt es die Länge der Nadeln und die Tiefe der Nadelung, im Fall des Tastbefundes die Tiefe des Eindringens und der Qi Vorstellung und im Fall des Atmung oder Muskelbewegung den Blick auf den Muskeltonus und die Richtung des damit zusammenhängenden Bindegewebes etc.) Wenn die Punkte benannt werden, welche dem unteren Dantian zugeordnet sind, ist es eher als ein dreidimensionaler Bereich unterschiedlicher Größe im Bauchraum zu sehen und nicht als einzelne Punkte auf dem Bauch. In diesem Sinn ist der Bereich identisch mit den Begriffen „Kleines Hara“ oder „Kleiner Unterleib“, wie sie in einigen klassischen chinesischen Texten und Kommentaren verwendet werden, um den Ursprung und die Position des Qi Jing Ba Mai (Acht Außerordentliche Gefäße) zu beschreiben, die zum Ren Mai gehören. Moderne Kommentatoren sehen in den Begriffen einen Bezug zur „Nierenreflexzone unterhalb des Bauchnabels“.
Das Konzept des Hara oder unteren Dantian ist in der Praxis der chinesischen und japanischen Kampfsportarten wichtig, da sich hier die vitale oder Ursprungsenergie (Yuan Qi) sammelt, worauf der Name „Meer des Qi“ hindeutet. Es ist die vitale Mitte des Körpers und Zentrum der Schwerkraft. Im Konzept vieler Kampfsportarten kommt die Energie oder Kraft aus diesem Zentrum. Viele Kampfkunststile, darunter Aikido, sehen eine große Bedeutung in der „Bewegung aus dem Hara“, das heißt aus der Mitte des eigenen Seins heraus – aus dem Körper und aus dem Geist. In den traditionellen japanischen und chinesischen Kampfkünsten, gibt es viele Atemübungen zum Dantian oder Hara, die das „Meer des Qi“ stärken.

## Kampfkunst und die östliche medizinische Tradition
Lange Zeit wurden im Westen die östlichen Kampfkünste ohne den Bezug zu den Heilkünsten unterrichtet, während es im Osten immer schon große Übereinstimmungen zwischen den beiden Bereichen gab – nicht zuletzt, um die körperliche Kraft und die Versorgung von Verletzungen zu gewährleisten. Wie bereits oben erwähnt, können Sprachbarrieren, Unsicherheiten in der mündlichen Überlieferung und der Mangel an fundierter Ausbildung und Quellenmaterialien, sowie auch die große Vielfalt an Schulen leicht zu begrifflichen Ungenauigkeiten, Fehlinterpretationen und Missverständnissen führen. Dies zeigt sich auch in der Frage nach dem Hara: Was und wo ist das Hara oder Dantian (tanden); warum ist es so wichtig in beiden Traditionen; und wie hängt es mit den Acht Außerordentlichen Gefäßen und anderen Energiebahnen (Meridiane oder Kanälen) zusammen.
Ein näherer Blick auf die Abhandlungen zur Lage und Funktion der Außerordentlichen Gefäße zeigt auf, dass nicht nur das „Ren Mai“ (Konzeptionsgefäß) an der Funktion des Hara oder Dantian beteiligt ist, sondern auch das „Chong Mai“ (durchdringendes Gefäß), das „Du Mai“ (Lenkergefäß) und das „Dai Mai“ (Gürtelgefäß) ebenso eine Rolle in der Definition des Was und Potential des „Meer des Qi“ spielt, weil sie alle in der einen oder anderen Weise zur Stärkung des unteren Dantian beitragen und seine Verbindung und Wechselwirkung mit den Energiebereichen des Körpers aufrechterhalten, wie sie sich in den Meridianen und Organen zeigen.
Um zu sehen, warum dies so ist und warum es ein so breites Spektrum an Interpretationen gibt, hilft ein Blick auf die Abhandlungen zu den Endpunkten und unterschiedlichen Verläufen der Energiebahnen im Körper und die verschiedenen Begriffe in den jeweiligen Quellen. Die Fallstricke der Übersetzung, Interpretation und Assoziation, wie wir sie bereits beim Dantian gesehen haben, können auch beim Akupunkturpunkt „QiChong“ auf dem Magenmeridian (ST30) gefunden werden. In der klassischen Literatur der Chinesischen Medizin wird der ST30 als Ausgangspunkt des „Chong Mai“ (durchdringendes Gefäß) gesehen. Das Problem ist, dass der ST30 auch unter dem Namen „QiJie“ bekannt ist. So schreibt der Autor Ling Shu in seinem Kommentar: „Das QiJie erklärt sich wie folgt: in der Brust hat das Qi ein Jie, im Bauch hat das Qi ein Jie, im Kopf hat das Qi ein Jie...“. Für Ling Shu ist das „QiJie“ vermeintlich „ein Sammelpunkt für Qi“. Es ist wichtig zu wissen, dass das Zeichen „Guanjie“ – zusammengesetzt aus Guan (Tor) und Jie (Knoten, Verbindung, Bindung) – nicht nur die (anatomische) Verbindung meint, sondern auch „essentielle Verbindung“, „entscheidender Punkt“ und „essentielle Phase“. Daher kann der Ausgangspunkt (oder Bereich) des „Chong Mai“ (durchdringendes Gefäß) mit dem unteren Dantian gleichgesetzt werden – wie in den Schaubildern des Akupunkturhandbuches vorgeschlagen.
Während der Unterricht in den Kampfkünsten von dem tiefen Einblick in das Wissen der traditionellen chinesischen und japanischen Medizin profitiert, werden in den Heilbehandlungsmöglichkeiten, die auf diesen Traditionen beruhen, auch immer mehr Lernende und Praktizierende in ihren Praktiken beeinflusst, um die Pflege, Wahrnehmung und Vorstellung des Qi zu verbessern, wie Qigong, TaiChi oder Aikido. In der östlichen Sichtweise, Erkenntnis und regelmäßigem Praktizieren dieser Disziplinen wurde es (und wird es) als wesentlicher Bestandteil der Selbstentwicklung gesehen, die eigene Gesundheit des Praktizierenden zu stärken, so wie dessen Verständnis von der Natur und dem Fluss des Qi auszubilden. Ohne eine solche persönliche und differenzierte Erfahrung wird es schwierig die Fähigkeit des Tastbefundes zu pflegen und zu verbessern und auf das Niveau zu bringen, das es dem Praktizierenden ermöglicht, die Qualität des Qi bei seinem oder ihrem Patient zu ermitteln und entsprechend zu beeinflussen. Auch die Empfehlung für Patienten ist es (und war es), immer wieder Übungen zu machen, welche das Qi verbessern, um die eigene Gesundheit wieder zu erlangen und zu erhalten.